# Menasha (Wisconsin)
Menasha est une ville du comté de Calumet et du comté de Winnebago dans l'état du Wisconsin.
Sa population était de 17 353 habitants en 2010.